# オーデコロン

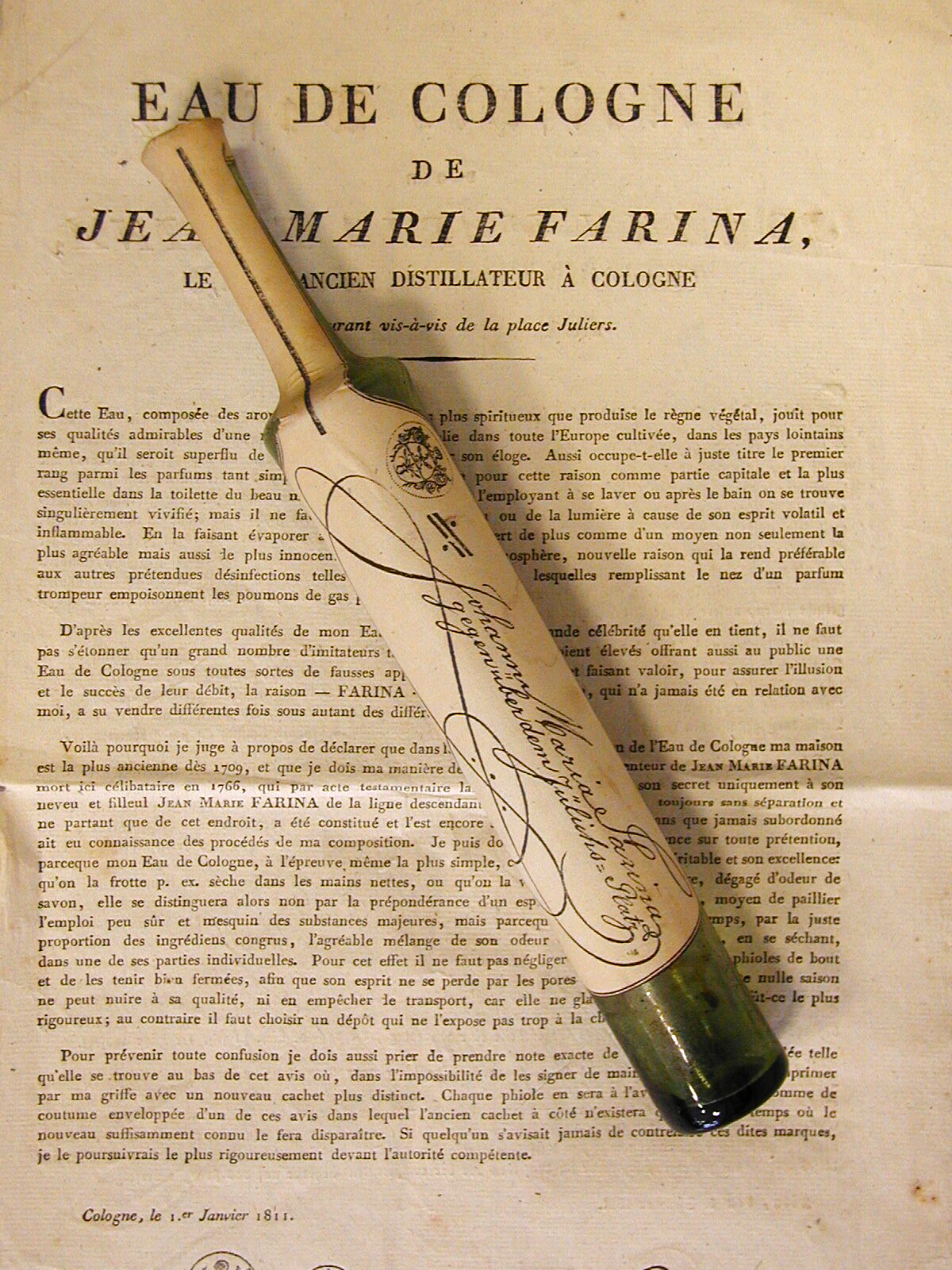
オーデコロン

オーデコロン（仏: eau de Cologne）は、芳香品の一種。パフュームローションとも呼ばれ、香水やオードトワレと比較して、香りの持続時間は短い（1～2時間程度）。万能香水とも呼ばれ、床まき用、おしぼり用、頭髪用など広い用途に使用される。

## 概要
日本語に訳すと「ケルンの水」の意で、1709年にドイツ・ケルンでヨハン・マリア・ファリナによって世界で最初に製造販売されたと伝えられている。
日本には香水の一種として明治の文明開化とともに流行した（当時の滑稽本「西洋道中膝栗毛」に「逢ふでころりやしやぼんの水で」との記述がある）。
トルコではアブデュルハミト2世の治世に輸入されて王宮で使われ始め、のちに大衆にも普及して国産化された。
ドイツのモイラー・アンド・ヴィルツ社が1792年に製造した「4711」が現存する最古のオーデコロンである。

## 製法
数種の香料を調合し、アルコールに溶解して水を加え、数日間放置した後、濾過する。爽やかな柑橘系の香りがその特徴であったが、現在は香りの種類も多数存在する。